# Diplotaxis angularis
Diplotaxis angularis är en skalbaggsart som beskrevs av Leconte 1856. Diplotaxis angularis ingår i släktet Diplotaxis och familjen Melolonthidae. Inga underarter finns listade i Catalogue of Life.